# والی (ناحیه خب)
والی (به چکی: Valy) یک منطقهٔ مسکونی در جمهوری چک است که در ناحیه خب واقع شده‌است. والی ۴٫۲۸ کیلومتر مربع مساحت و ۴۲۰ نفر جمعیت دارد و ۵۵۵ متر بالاتر از سطح دریا واقع شده‌است.